# 네팔 공산당 (마오주의 센터)
네팔 공산당 (마오주의 센터)(네팔어: नेपाल कम्युनिष्ट पार्टी (माओवादी केन्द्र); 영어: Communist Party of Nepal (Maoist Centre); UCPN(MC))는 1994년에 창당된 네팔의 공산주의 정당이다. 중화인민공화국의 첫 국가원수인 마오쩌둥의 이념(마오주의)을 추종한다. 1996년부터 네팔 정부에 대항하여 반군 활동(네팔 내전)을 일으켰으며 2006년 네팔 혁명의 결과로 네팔 정부와 마오주의 공산당 간의 평화합의가 성사되면서 네팔 왕정이 폐지되고 민주주의가 복구되었다.
창립 초기부터 "프라찬다"로 잘 알려진 푸시파 카말 다할의 지도 아래 마오쩌둥의 노선을 따라 농촌에서 해방구를 만들고 인민 전쟁을 펼쳤으며, 산악지형을 이용해 게릴라전을 펼쳤다. 2001년 채택된 프라찬다 노선에 따라 모택동주의와 민주사회주의의 조화를 목표로 하고 있다.
2008년 4월, 왕정제를 폐지하고 공화제로 전환하기 위한 제헌선거에서 네팔 공산당 (마오주의)이 제1당이 되었고, 8월 15일 실시된 제헌의원 투표에서 프라찬다 네팔 공산당 (마오주의) 의장이 총리로 선출되었다.
2018년 네팔 공산당 (통합 마르크스-레닌주의)와 통합하여 네팔 공산당을 이루었으나 2021년 다시 갈라섰다.

## 역대 선거 결과
| 년도 | 의석 수   | 득표수    | 득표율 |
| ---- | --------- | --------- | ------ |
| 2008 | 220 / 575 | 3,144,204 | 29.28% |
| 2013 | 80 / 575  | 1,439,726 | 15.21% |
| 2017 | 53 / 275  | 1,303,721 | 13.66% |

## 같이 보기
- 네팔 공산당
- 네팔 공산당 (2018년)